# Tóalmás, Pesta
Tóalmás  este un sat în districtul Nagykáta, județul Pesta, Ungaria, având o populație de 3.277 de locuitori (2011). 

## Demografie
Componența etnică a satului Tóalmás
     Maghiari (93,64%)
     Romi (3,79%)
     Necunoscut (1,39%)
     Alții (1,18%)
Componența confesională a satului Tóalmás
     Romano-catolici (50,81%)
     Fără religie (9,92%)
     Reformați (4,52%)
     Necunoscută (32,59%)
     Alte religii (4,39%)
Conform recensământului din 2011, satul Tóalmás avea 3.277 de locuitori. Din punct de vedere etnic, majoritatea locuitorilor (93,64%) erau maghiari, cu o minoritate de romi (3,79%). Apartenența etnică nu este cunoscută în cazul a 1,39% din locuitori.  Din punct de vedere confesional, majoritatea locuitorilor (50,81%) erau romano-catolici, existând și minorități de persoane fără religie (9,92%) și reformați (4,52%). Pentru 32,59% din locuitori nu este cunoscută apartenența confesională.